# Дутка Августин
Августин Дутка,  (нар. 20 жовтня 1906  — пом. 28 серпня 1994, м. Братислава, Словаччина) —  український політичний діяч, депутат Сойму Карпатської України.

## Життєпис

Зліва направо: Августин Волошин, хорунжий Сокол, Володимир Комаринський та Августин Дутка. Хуст, 1939 рік.

Посли Сойму Карпатської України. Зліва направо, зверху вниз: Юліян Ревай, Августин Волошин, Степан Клочурак, Леонід Романюк, Федір Ревай, Августин Штефан, Степан Росоха, Августин Дутка, Юлій Бращайко, Микола Долинай,
Василь Щобей, Володимир Комаринський, Михайло Бращайко, Петро Попович, Василь Климпуш

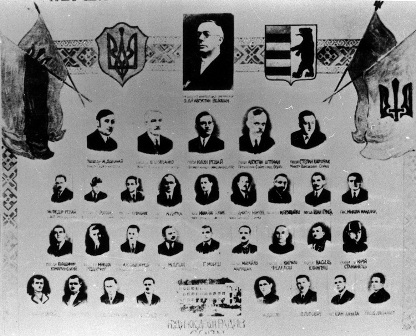
Посли Сойму Карпатської України.
По центру: Президент Карпатської України о. Августин Волошин; Перший ряд зліва направо: Микола Долинай, Юлій Бращайко, Юліян Ревай, Августин Штефан, Степан Клочурак; Другий ряд: Федір Ревай, Степан Росоха, Леонід Романюк, Августин Дутка, Михайло Тулик, Дмитро Німчук, Михайло Бращайко, Іван Грига, Микола Мандзюк; Третій ряд: Володимир Комаринський, Микола Різдорфер, Антон Ернест Олдофреді, Мілош Дрбал, Григорій Мойш, Михайло Марущак, Кирило Феделеш, Василь Климпуш, о. Юрій Станинець; Четвертий ряд: Василь Щобей, Іван Ігнатко, Юрій Пазуханич, Іван Перевузник, Адальберт Довбак, Петро Попович, Іван Качала, Василь Лацанич

Народився 20 жовтня 1906 року у селі Новоселиці. Здобувши початкову освіту в Ужгороді (1912–1916), навчався в Ужгородській гімназії (1916–1924), а відтак на юридичному факультеті Брненського університету (Чехія). Після закінчення якого з кінця жовтня 1931 року працював практикантом Вищого суду в місті Кошиці (Словаччина), а з 1933 до 1938-го – в окружних судах у Берегові й Краловськім Хлумці та секретарем Вищого суду в Кошицях.
Як згадував Василь Ґренджа-Донський, у Кошицях Авґустин Дутка як секретар Вищого суду та свідомий українець організував серед словацько-угорського населення місцевий осередок «Просвіти». При цьому досяг певних успіхів – при філії «Просвіти» працював хор, драматичний гурток. Сам організатор часто читав лекції та виступав на радіо, яке передавало вісті й на Закарпаття.

### ПосолСойму Карпатської України
У період діяльності автономного уряду Підкарпатської Русі – Карпатської України, став секретарем Вищого суду Карпатської України, членом правничої комісії автономного уряду. 
12 лютого 1939 року був обраний послом сойму Карпатської України. 

### На еміграції
Після окупації Карпатської України угорськими військами опинився у Словаччині, де протягом 1939-1942 рр. працював у державній управі м. Братислави; там само продовжував роботу до 1945 р. – уже в головній управі.
З 1945 до 1949 рр. був обвинувачем у народному суді Братислави, а відтак – працівником прокуратури.
Помер 28 серпня 1994 року у Братиславі, де й похований.